# Onthophagus niloticus
Onthophagus niloticus là một loài bọ cánh cứng trong họ Bọ hung (Scarabaeidae).